# Messicobolus totonacus
Messicobolus totonacus är en mångfotingart som beskrevs av Chamberlin 1943. Messicobolus totonacus ingår i släktet Messicobolus och familjen Messicobolidae. Inga underarter finns listade i Catalogue of Life.